# Белюсенко Олексій Павлович
Олексíй Пáвлович Белюсéнко (4 січня 1960, Казахська РСР, СРСР) — український живописець, графік, дизайнер інтер'єру, реставратор, культуртреґер. Живе та працює в Києві.

## Біографія
Народився в Казахстані. Його родина проживала в Казахстані ще з часів столипінської реформи. Приїхав до України в 6-річному віці. Художник згадує: "Там, у Казахстані існували лише дві національності — "казах" або "росіянин". І у мене у свідоцтві про народження було написано "росіянин". Але в паспорті я вже українець".

З 1987 по 2012 року художник-реставратор (художник-реставратор поліхромної дерев’яної скульптури та декоративного різьблення) в Національному науково-дослідному реставраційному центрі у Києві.
Працює в таких жанрах: живопис, графіка, колаж, скульптура, дизайн інтер'єру, реставрація. Не має академічної освіти. 

З 2009 р член творчого об'єднання БЖ-Арт.

## Творчість
Взяв участь у понад 15 виставках в Україні, Норвегії, Польщі.

Провів декілька персональних виставок у київських галереях, зокрема "Ландшафти" (Галерея Акварель, Київ, Україна, 1999 р.), "Пейзажі великиі й маленькі" (Галерея Триптих-АРТ, Київ, Україна, 2015), "…et cetera" (Галерея “РА”, Київ, Україна, 2016), "Ноктюрни" (Галерея Триптих-АРТ, Київ, Україна, 2015). 

З 2012 року - куратор і один із фундаторів об'єднання «Синій Жовтень».

### Живописні цикли
У грудні 2014 року в Музеї історії Києва відбулася виставка живопису Олексія Белюсенка «Щоденник екстреміста». Картини цієї серії відтворюють низку зорових образів героїчної історії Майдану. Серія складається із близько сорока картин однакового розміру (50 см).
Коли ходив на майдан, зовсім не думав, що малюватиму ці події. Більше був фото-репортером — знімав усе, що бачив. Коли Майдан закінчився, фото перетворилися на мотиви. Для мене найважливіше було передати на полотні точність тієї миті, бо кожна записана у мене у пам'яті, - розповідає художник.
У 2015 році "Щоденник екстреміста" експонувався в Белградському етнографічному музеї (Белград, Сербія).

### Культурологічна діяльність
Автор проекту "БритАртХХ". "БритАртХХ" - це цикл щотижневих лекцій Олексія Белюсенко про художнє мистецтво Великої Британії XX століття. Кожна лекція присвячена окремому періоду або видам мистецтва ("Британська ліногравюра епохи ар-деко", "Британський постімпресіонізм", "Британський модерн", "Мистецтво епохи інтербелум", "Девід Бомберг і Боро груп", "Британська повоєнна скульптура", "Британський поп-арт" тощо).
У 2015 році разом з Матвієм Вайсбергом провів майстер-клас із живопису та декорування деревини для дітей переселенців та дітей бійців АТО. Майстер-клас відбувся в таборі "Лісова застава". Художники вчили дітей опановувати техніку декорування деревини під золото й творити картини за допомогою валику, фарби та скла.

## Роботи в музеях та галереях
Твори представлені в приватних зібраннях і галереях 30 країн світу.